# Lloyd Erskine Sandiford

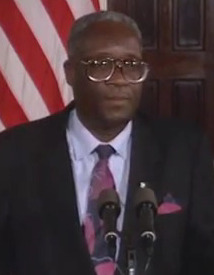
Lloyd Erskine Sandiford

Lloyd Erskine Sandiford (Barbados, 24 maart 1937 – Bridgetown, 26 juni 2023) was een Barbadiaans politicus. Tussen 1987 en 1994 was hij premier van Barbados.

## Levensloop
Erskine Sandiford studeerde Engels aan de University of the West Indies. Vervolgens studeerde hij economie en sociale wetenschappen aan de Universiteit van Manchester. Na zijn terugkeer op Barbados werd hij lid van de Democratic Labour Party (DLP). In 1967, een jaar na de onafhankelijkheid, werd hij voor de DLP in de Senaat benoemd. In 1971 werd hij in de Assemblée gekozen; kort daarop werd Sandiford lid van de regering van premier Errol Barrow en bekleedde diverse ministerposten, waaronder het ministerschap van Onderwijs. 
In 1976 belandde de DLP in de oppositie, maar nadat de DLP in 1986 weer aan het bewind kwam, werd Sandiford vicepremier onder Barrow. De vroege dood van Barrow in 1987 betekende dat Sandiford de nieuwe premier werd. In 1991 leidde hij de DLP naar een verkiezingsoverwinning, waarna hij als premier aan kon blijven. Nadat de DLP in 1994 de verkiezingen verloor, trad hij af. Hij bleef parlementariër tot 1999.
In 2000 werd Sandiford benoemd tot Ridder in de Orde van Sint-Andreas van Barbados.
Sandiford overleed op 86-jarige leeftijd.